# NGC 5729
NGC 5729 је спирална галаксија у сазвежђу Вага која се налази на NGC листи објеката дубоког неба.
Деклинација објекта је - 9° 0' 35" а ректасцензија 14h 42m 6,9s. Привидна величина (магнитуда) објекта NGC 5729 износи 12,6 а фотографска магнитуда 13,4. NGC 5729 је још познат и под ознакама MCG -1-37-12, IRAS 14394-0847, PGC 52507.